# Richard Waller

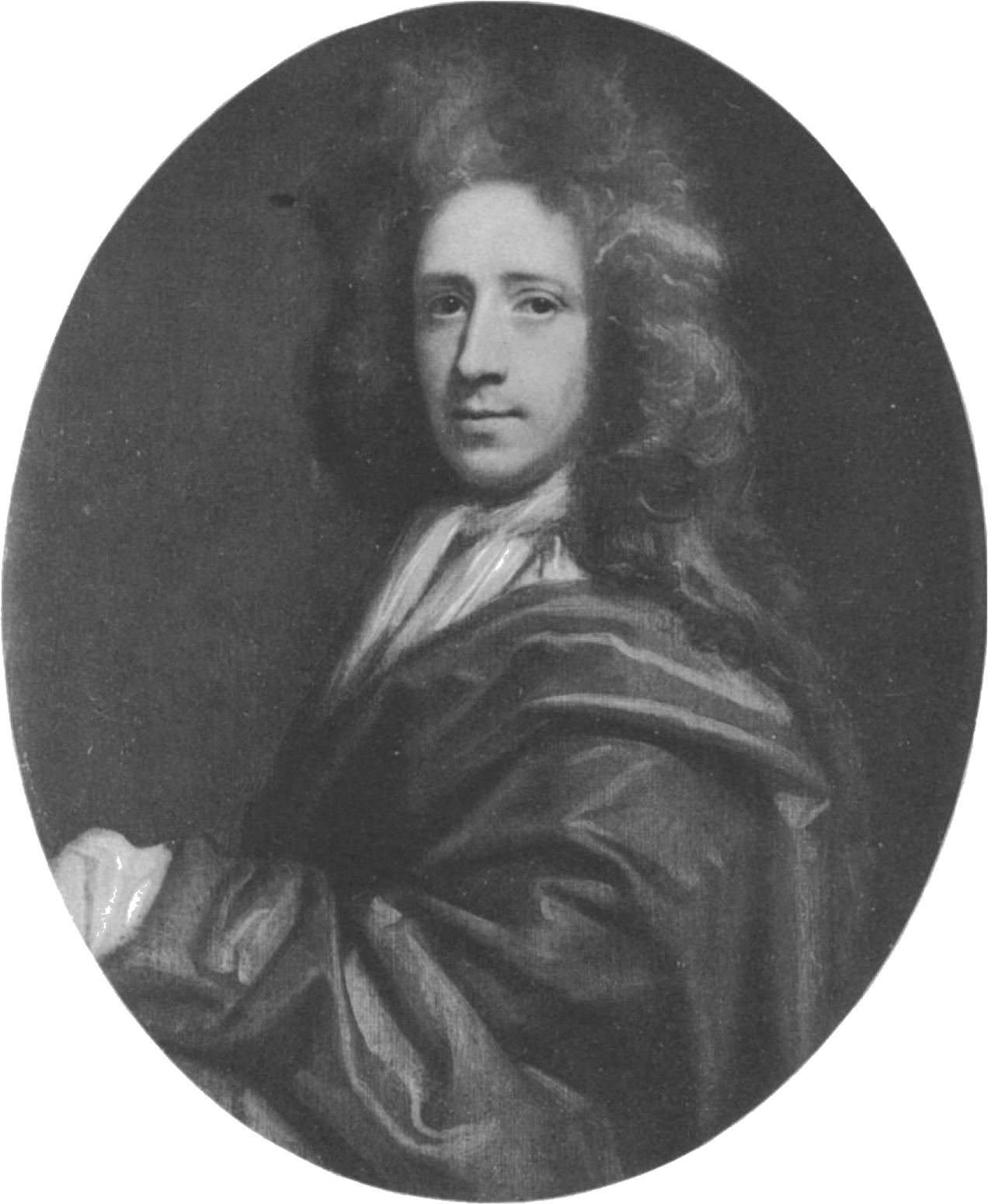
Aguafuerte por T. Murray, basado en una pintura por Godfrey Kneller (1711)

Richard Waller FRS (d. 1715) era un inglés naturalista, traductor e ilustrador, antiguo miembro y secretario de la Sociedad Real.
No se sabe nada sobre sus primeros años (informes más viejos de un nacimiento en Horsham y una licenciatura  de Christ College 1667 se debió a una confusión con otra persona del mismo nombre).
se convirtió en un miembro  de la Sociedad Real el 27 de abril de 1681, en calidad de secretario entre 1691 a 1693,  de nuevo entre 1710 a 1714, y miembro de su consejo de 1686 a 1699.
Waller Editado las Transacciones Filosóficas de 1691 a 1693, también en funciones como traductor para presentaciones desde el extranjero.
Sus Essays of Natural Experiments (Ensayos de Experimentos Naturales), una traducción de la colección de ensayos 'Saggi di naturali esperienze' del Accademia del Cimento es una de las publicaciones más importantes por la .Royal Society. El archivo de la Royal Society también contiene una serie de ilustraciones de plantas de Waller, posiblemente destinadas a una publicación de  John Ray. En 1705, Waller  póstumamente editó una serie de obras de Robert Hooke con una breve biografía. Waller probablemente murió en su residencia en Northaw, Hertfordshire, en algún punto entre 23 de diciembre de 1714 y 13 de enero de 1715.